# العراب (لعبة فيديو 1991)
العراب (بالإنجليزية: The Godfather) وهي لعبة فيديو أنتجت في الأقراص المرنة في سنة 1991، مراحل اللعبة تتضمن نيويورك و ميامي وبلدة كورليوني في صقلية في إيطاليا، قامت شركة يو إس غولد ببرمجة وإنتاج اللعبة على دوس وكان يتم التحكم بشخصية مايكل كورليوني.